# Đakovački vezovi
Das Folklorefest Đakovački vezovi, bzw. Stickereikunst im kroatischen Đakovo findet jedes Jahr seit 1967 Anfang Juli statt. Dort werden Trachten gezeigt, Folkloregruppen führen ihre Tänze und Lieder auf, Chöre und Opernsänger treten in der Kathedrale zu Đakovo auf, bildende Künstler stellen ihre Werke aus. Es findet auch eine Schau der Pferde- und Hochzeitsgespanne statt. An der Prachtveranstaltung nehmen rund 50 Folklorensembles mit über 2000 Mitspielenden teil, wobei sich jedes Ensemble durch eine andere Tracht auszeichnet und jede Tracht mit einer anderen Stickerei verziert ist. Das Folklorefest Đakovački vezovi fand 2007 zum 40. Mal statt.

## Geschichte

### Das erste Folklorefest
Man kann behaupten, dass Đakovački vezovi heutzutage nicht nur ein anerkanntes Fest der Volkstrachten, der Stickereien und der Musik Slawoniens (Slawonien) und Baranjas (Baranja) ist, sondern des ganzen Landes (Kroatien). Aber dabei darf man nicht vergessen, dass man viel Zeit und Mühe brauchte, um dieses Image, die dieses Fest heute besitzt, zu schaffen.

Das erste Folklorefest Đakovački vezovi fand am 2. und 3. Juli 1967 als ein passendes Fest anlässlich des internationalen Jahres des Tourismus statt. Damals war es nur als eine einmalige Veranstaltung geplant. Wegen des unerwarteten Erfolges, einer großen Zahl der Teilnehmern und des positiven Anklang, die diese Veranstaltung in den Medien fand, entwickelte es sich aber zu einer Tradition. Schon 40 Jahre lang findet das Folklorefest Đakovački vezovi Anfang Juli an den Straßen von Đakovo statt.

### Besuch der Königin Elisabeth II.
Das Folklorefest Đakovački vezovi wurde mit jedem Jahr immer interessanter und bekannter. Der Beweis dafür ist auch der Besuch der Königin Elisabeth II., der am 20. Oktober 1972 stattfand. Der Vierspänner mit Lipizzanern nahm an einem Wettbewerb in Großbritannien teil, wo auch die Königin Elisabeth II. war und auf das Gestüt und das Folklorefest Đakovački vezovi aufmerksam gemacht wurde. Mit ihrem Mann Philip Mountbatten, Duke of Edinburgh und ihrer Tochter Prinzessin Anne Mountbatten-Windsor, Princess Royal, besuchte sie 1972 Đakovo. 

## Daten
Das Folklorefest Đakovački vezovi dauert mit allen Festlichkeiten ungefähr 14 Tage. Es beginnt Ende Juni und endet Mitte Juli. Der Höhepunkt mit dem Festzug, den Folkloregruppen und Pferderennen dauert nur ein Wochenende. Gewöhnlich ist es das erste Juliwochenende. Das erste Fest, das stattfindet und der dann alle anderen folgen ist Bonavita. Danach geschehen alle anderen Feste der Reihenfolge, die durch ein Programm jedes Jahr geregelt wird.

## Attraktionen
Es gibt mehrere Attraktionen, die das Folklorefest „Đakovački vezovi“ bieten kann:
- Die kleinen Đakovački vezovi
- Gastrofest
- Bonavita
- Die Wahl der schönsten Tracht
- Die sakrale Musik
- Pferderennen
- Die Ausstellung der kroatischen Schäfer (hrvatski ovčar)

Eine der interessantesten Attraktionen des Festes sind die kleinen Đakovački vezovi. Das ist das Fest der Volkstrachten der kleinen Kinder und der Jugendlichen. Es findet ein Wochenende vor dem Festzug statt. Das Gastrofest ist die Ausstellung und Degustationen der traditionellen slawonischen Küche mit den bekannten Fleischspezialitäten (Kulen = gefüllter Schweinemagen, Würste, Schinken), Speisen aus Wildbret und Süßwasserfischen. Eine weitere Attraktion ist Bonavita, der Wettbewerb, die Ausstellung und Degustation der ausgezeichneten Weine aus Đakovo und seiner Umgebung (Weißer Burgunder, Traminer, Riesling). Das Folklorefest Đakovački vezovi bietet als eine Attraktion die Wahl der schönsten Tracht für Mädchen und junge Frauen. Stickereikunst in Đakovo ist nicht nur eine Trachtenschau. In der Kathedrale treten unter der Orgelbegleitung die berühmte Opernsänger (Ivanka Boljkovac u. a.) oder Sängerchöre auf. Ein Teil des Festes sind auch die Pferderennen. Pferde werden am Gestüt Ivandvor seit 1502 gezüchtet. Das sportliche Programm verläuft auf dem Hippodrom. Springen über Hindernisse, Zwei- und Vierspännerfahrten bieten eine gute Gelegenheit dazu an, die Pferde in ihrer vollen Pracht ansehen zu können. Nach dem Defilee der kroatischen Schäferhunde (hrvatski ovčar) in dem Festzug gibt es auch eine Ausstellung derselben.

## Festplatz
Man kann behaupten, dass die ganze Stadt zu einem großen Festplatz wird, weil es im Zentrum keinen Platz gibt, an dem keine Veranstaltung des Festes stattfindet. Die Eröffnung spielt sich vor der Kathedrale St. Peter und Paul ab. Als Zuschauerraum dienen die Straße und der Strossmayer-Hauptplatz. Die Teilnehmer des Festes gehen nach dem Festzug zusammen mit den Zuschauern in den „Strossmayer-Park“. Die Sommerbühne im Strossmayer-Park steht im Mittelpunkt dieses Festes. Es wechseln sich Gruppen, Lieder und Tänze einander ab. Das Programm dauert bis in die Abendstunden hinein. Die Hochzeitsgespanne fahren nach dem Festzug zu dem Hippodrom des Gestüts, wo alle Pferderennen stattfinden. Alle Konzerte finden in dem großen Zelt auf dem Parkplatz hinter der Allerheiligenkirche statt. Im Fall von schlechtem Wetter spielen sich dort alle Festlichkeiten ab.